# Gueyze
Pour les articles homonymes, voir Gueyze (Lot-et-Garonne).
La Gueyze est une rivière du sud-ouest de la France, sous-affluent de la Garonne par la Gélise.

## Géographie
De 17,7 km de longueur, la Gueyze prend sa source dans la forêt des Landes en Lot-et-Garonne puis sert de frontière avec les Landes et se jette dans la Gélise à Sos (Lot-et-Garonne)

### Départements et communes traversés
- Landes : Arx, Rimbez-et-Baudiets.
- Lot-et-Garonne  : Boussès, Réaup-Lisse, Sos, et l'ancienne commune de Gueyze.

## Principaux affluents
- (D) le Ruisseau de Launet : 4,7 km
- (G) le Ruisseau de Samboy : 2,9 km
- (D) le Rioutort : 4,3 km
- (D) le Ruisseau de Crabignan ou l'École : 6,4 km[2]
- (D) le Ruisseau de Saint Georges : 4,6 km